# مافسفامید
مافسفامید (انگلیسی: Mafosfamide) یک عامل آلکیله کننده اگزازافسفورین (شبیه سیکلوفسفامید) است که به عنوان یک شیمی درمانی تحت بررسی است. توسط سیتوکروم P450 به ۴-هیدروکسی سیکلوفسفامید متابولیزه می‌شود که سپس به آلدوفسفامید تبدیل می شود که به نوبه خود متابولیت های سیتوتوکسیک فسفورامید خردل و آکرولئین را تولید می‌کند.